# Pago por clic
El pago por clic o PPC (Pay-Per-Click en inglés) es un modelo de publicidad en internet, en el que el anunciante paga sus anuncios a la web que los presenta mediante una tarifa basada en el número de clics que se hagan en el anuncio.
De forma más amplia, se puede describir como que se establece una relación entre un sitio web (ofertante de espacio publicitario en radio y televisión) que puede presentar anuncios a sus visitantes, y otra web (demandante de espacio publicitario) que busca promocionar sus productos, servicios o contenidos mediante un anuncio que contenga un enlace. En este modelo específico de "Pago por clic", la tarifa cobrada se basa íntegramente en un determinado precio a pagar por cada clic que alguien haga sobre el anuncio. La forma general de implantación es que, cada vez que un usuario de la web que presenta el anuncio hace clic sobre el enlace "patrocinado", la web resta el valor acordado por clic de la cuenta del anunciante.
El énfasis que hace este término en el "clic" es para diferenciarlo de otros modelos de pago de publicidad en internet que se basan en pagar por otras medidas:
- un pago único para que el anuncio permanezca durante un tiempo en la página web
- el pago por impresión (llamado por referencia a la publicidad impresa Costo por mil o CPM), en el que se paga por cada vez que el anuncio se ve
- el pago por acción (PPA o Pay-Per-Action), en el que se paga por cada visitante que, además de hacer clic en el anuncio, realiza una acción como comprar o registrarse.

El precio pagado por cada clic se denomina "Costo por clic".
El modelo PPC se emplea típicamente en buscadores, pero también en sitios web de contenidos y de productos. Entre los proveedores de anuncios que cobran mediante PPC, las tres mayores redes de anuncios son Ads (de Google), Adcenter (de Microsoft), y Yahoo! Search Marketing (de Yahoo!).
El origen del modelo PPC se atribuye a la presentación en las conferencias TED en febrero de 1998 que hizo Jeffrey Brewer de Goto.com, una compañía de 25 empleados que se transformaría en Overture, y que actualmente forma parte de Yahoo!.

## Proveedores de anuncios que cobran mediante PPC
El modelo PPC es ampliamente utilizado por diferentes plataformas publicitarias. A continuación, se describen algunas de las principales redes de anuncios que operan bajo este modelo:

### Google Ads
Google Ads (anteriormente Google AdWords) es la plataforma de publicidad en línea más utilizada en todo el mundo. Permite a los anunciantes pujar por palabras clave para que sus anuncios aparezcan en los resultados de búsqueda de Google y en la red de sitios asociados.
- Funcionalidad: Los anunciantes seleccionan palabras clave relevantes para sus productos o servicios, y sus anuncios aparecen en las búsquedas relacionadas. Además, Google Ads ofrece la posibilidad de segmentar a los usuarios según su ubicación geográfica, el dispositivo que usan, su historial de búsquedas, entre otros.
- Ventajas: El alcance global de Google, su extensa red de sitios web asociados (Red de Display) y su capacidad de segmentación avanzada son algunas de las razones de su popularidad. La plataforma también proporciona herramientas de análisis detalladas para evaluar el rendimiento de los anuncios.
- Métricas clave: Google Ads ofrece una variedad de métricas como el CTR (Tasa de clics), el CPC (Costo por clic), y el ROI (Retorno sobre la inversión), entre otras.

### Microsoft Advertising
Microsoft Advertising, antes conocido como AdCenter, es la plataforma de PPC de Microsoft que se utiliza en Bing, Yahoo y otros sitios asociados.
- Funcionalidad: Al igual que Google Ads, permite a los anunciantes pujar por palabras clave, pero en este caso los anuncios se muestran principalmente en Bing y Yahoo.
- Ventajas: Aunque su alcance es más reducido que el de Google, Microsoft Advertising tiene menos competencia en algunas palabras clave, lo que puede resultar en costos más bajos. Además, su integración con productos de Microsoft, como Outlook y Xbox, permite segmentar a usuarios de plataformas populares.
- Métricas clave: Al igual que en Google Ads, las métricas disponibles incluyen el CPC, el CTR, y las conversiones.

### Yahoo! Search Marketing
Yahoo! Search Marketing fue una de las primeras plataformas en adoptar el modelo PPC, y aunque ha perdido relevancia con el tiempo, sigue siendo utilizada por algunos anunciantes.
- Funcionalidad: Los anuncios en Yahoo! Search Marketing se muestran en los resultados de búsqueda de Yahoo y en sitios asociados a través de la red de anuncios.
- Ventajas: Aunque el tráfico ha disminuido, Yahoo! sigue siendo útil para ciertos nichos de mercado y puede ofrecer una menor competencia en algunas palabras clave.

Métricas clave: Ofrece métricas como el CPC, las impresiones (número de veces que el anuncio es mostrado) y las conversiones.

## Principales métricas y conceptos para comprender el PPC
Para comprender a fondo el rendimiento de las campañas del pago por clic, es fundamental conocer las métricas y conceptos de PCC que influyen en su éxito. A continuación, se detallan algunos de los más relevantes:

### Costo por Clic (CPC)
El Costo por Clic (CPC) es una de las métricas más importantes en las campañas PPC. Representa el costo que incurre el anunciante cada vez que un usuario hace clic en su anuncio. Este costo se determina en una subasta, donde los anunciantes pujan por las palabras clave que desean que se asocien con su anuncio.
Un CPC bajo es ideal para maximizar el retorno de inversión, ya que permite atraer más tráfico con el mismo presupuesto. Sin embargo, un CPC más alto puede estar justificado si genera conversiones de alta calidad.

### Tasa de Clics (CTR)
La Tasa de Clics (CTR) mide la efectividad del anuncio en relación con la cantidad de veces que se muestra. Se calcula dividiendo el número de clics recibidos entre el número de impresiones (veces que el anuncio se mostró).
Un CTR alto indica que el anuncio es relevante y atractivo para los usuarios. Además, las plataformas como Google Ads utilizan el CTR como uno de los factores para determinar la posición del anuncio, lo que afecta directamente el costo y la visibilidad del mismo.

### Costo por Adquisición (CPA)
El Costo por Adquisición (CPA) es la cantidad que un anunciante paga por cada conversión. Una conversión puede ser una compra, un registro, o cualquier otra acción valiosa que se quiera lograr con la campaña.
El CPA es crucial para medir la rentabilidad de las campañas PPC. Un CPA más bajo es generalmente más deseable, ya que indica que el anunciante está pagando menos por cada cliente o acción que desea obtener.

### Índice de Calidad
El Índice de Calidad es una métrica utilizada por plataformas como Google Ads para medir la calidad y relevancia de un anuncio en relación con las palabras clave y la página de destino.
Relevancia de las palabras clave, calidad del anuncio, tasa de clics esperada, y la experiencia de usuario en la página de destino. Un Índice de Calidad alto puede reducir el CPC y mejorar el rendimiento general de la campaña.

### Impresiones
Las impresiones indican cuántas veces un anuncio ha sido mostrado a los usuarios, sin tener en cuenta si se hizo clic en él o no. Aunque no mide la interacción, las impresiones son una buena indicación del alcance que tiene una campaña.
Si bien las impresiones no son una métrica de conversión directa, un número alto de impresiones puede ayudar a aumentar la visibilidad de la marca y generar conciencia.

### Clics
Los clics son una de las métricas más directas del rendimiento de un anuncio. Un clic representa la acción de un usuario al interactuar con el anuncio, lo que lo lleva a la página de destino, como un sitio web o una landing page.
Los clics son fundamentales para medir el interés directo de los usuarios en un anuncio. Un alto número de clics puede indicar que el anuncio está generando tráfico hacia la página de destino, lo cual es esencial para evaluar el éxito de la campaña.

### Landing Page
La landing page (página de destino) es la página a la que los usuarios llegan después de hacer clic en un anuncio. El diseño, la relevancia y la experiencia de usuario en esta página son cruciales para convertir ese clic en una acción deseada, como una compra, registro o descarga.
Una landing page optimizada puede mejorar las tasas de conversión al asegurar que el contenido esté alineado con lo que se prometió en el anuncio. El contenido debe ser claro, la navegación debe ser fácil y el llamado a la acción (CTA) debe ser visible y atractivo. Las plataformas como Google Ads analizan la calidad de la landing page como parte del Índice de Calidad, lo que puede influir en el costo y la posición del anuncio.
Estas métricas y conceptos son esenciales para gestionar eficazmente las campañas PPC y optimizar los resultados. Al comprender estos indicadores y utilizarlos para tomar decisiones informadas, los anunciantes pueden ajustar sus estrategias para mejorar el rendimiento, reducir costos y maximizar el retorno sobre la inversión (ROI).

## Tipos más comunes, ventajas y desventajas del PPC
Publicidad en motores de búsqueda (Search Ads): Se basa en la puja por palabras clave para que los anuncios aparezcan en los resultados de búsqueda cuando los usuarios buscan términos relacionados. Ejemplo: anuncios en Google cuando alguien busca "hoteles en Madrid".
Publicidad en redes sociales (Social Ads): Anuncios en plataformas como Facebook, Instagram, LinkedIn o TikTok, dirigidos a usuarios según su perfil demográfico e intereses.
Publicidad en display (Display Ads): Se trata de banners o imágenes que aparecen en sitios web afiliados a una red publicitaria como Google Display Network.
Remarketing: Muestra anuncios a usuarios que ya han visitado un sitio web anteriormente, con el objetivo de atraerlos nuevamente y aumentar la conversión.

### Ventajas del PPC
- Resultados rápidos: A diferencia del SEO, que puede tardar meses en generar tráfico orgánico, el PPC puede traer visitantes de inmediato.
- Segmentación precisa: Permite mostrar anuncios a usuarios específicos según su ubicación, edad, intereses y comportamiento en línea.
- Control del presupuesto: Los anunciantes pueden establecer un límite diario de gasto y ajustarlo según su estrategia.
- Medición y optimización: Es posible analizar métricas clave como el costo por clic (CPC), la tasa de conversión y el retorno de inversión (ROI) para mejorar las campañas.

### Desventajas del PPC
- Costos elevados: Si la competencia por ciertas palabras clave es alta, el costo por clic puede ser significativo.
- Dependencia del pago: Cuando se detiene la inversión, el tráfico desaparece, a diferencia del SEO, que tiene beneficios a largo plazo.
- Curva de aprendizaje: Administrar campañas efectivas requiere conocimientos sobre estrategias de puja, segmentación y análisis de datos.

En resumen, el pago por clic (PPC) de acordo con a Links Patrocinados es una estrategia poderosa en la publicidad digital que permite a las empresas aumentar su visibilidad y atraer clientes de manera eficiente. Sin embargo, para obtener buenos resultados, es crucial diseñar campañas bien estructuradas, optimizar continuamente y medir el rendimiento.